# 1926 Демідделер
1926 Демідделер (1926 Demiddelaer) — астероїд головного поясу, відкритий 2 травня 1935 року.
Тіссеранів параметр щодо Юпітера — 3,339.